# 梶田茂生
梶田 茂生（かじた しげお、1968年7月20日 - ）は、元アマチュア野球選手。現日本生命硬式野球部監督。現役時代は外野手（高校の一時期投手）。

## 経歴
徳島県上板町引野で生まれる。蔦文也監督率いる池田高校野球部で、2年次に1985年春の選抜高校野球で1番センターとしてベスト4進出に貢献。3年次は主将でエースを務め、1986年春の選抜高校野球大会にて全国優勝を果たす。同年夏の第68回全国高等学校野球選手権大会は初戦敗退。1987年に筑波大学進学。野球部では外野手に転向して日米大学野球選手権大会の日本代表にも選ばれる。
卒業後、社会人野球の日本生命に進む。1993年アジア野球選手権大会に日本代表として優勝を果たした。2000年の都市対抗野球で10年連続出場の表彰を受けて現役を引退、コーチに就任した。その後一時社業に専念するも、2010年よりふたたびコーチに復帰した。
2022年シーズンより同野球部の監督に就任。